# 剃刀扇尾鮃
剃刀扇尾鮃為輻鰭魚綱鰈形目鰈亞目牙鮃科的其中一種，為亞熱帶海水魚，分布於西南大西洋巴西里約熱內盧至阿根廷巴塔哥尼亞海域，棲息深度5-150公尺，體長可達40公分，棲息在底層水域，會做季節性洄流，以甲殼類、片腳類為食，生活習性不明，可做為食用魚。